# Санат Кумара
Санат Кумара (англ. Lord Sunat Kumara, от санскр. «вечно юный») — в теософском учении великий мудрец, один из семи «Дхиан-Коганов»; «главный вознесённый владыка», «Господь Мира», глава духовной иерархии земли, живущий в Шамбале («Город Еноха») в учениях Е. И. Рерих и А. Бейли. Совершил акт самопожертвования, «пав» в материю и наделив людей знанием и волей.
В индуизме — имя одного из Кумаров, четверых сыновей бога Брахмы.

## В индуизме
Имя Санат Кумара происходит от сочетания двух слов на санскрите: सनत्न (sanatna) — вечный, бесконечный и कुमारक (kumāraka) — мальчик, юноша. Санат Кумара (Sanat-kumâra) принято переводить как «вечно юный». Происхождение имени связывают с тем, что Санат Кумара является старшим из четырёх духовных детей Брахмы, оставшихся вечными юношами, чистыми и невинными.
В комментарии к главе «Творение мира» седьмой книги Девибхагавата-пураны называются имена четырёх сынов Брахмы, в число которых входит и Санат Кумара:
Санака  и прочие (sanakAdayaH) – это четыре «духовных сына» Брахмы, выделяемых в особую группу. Их  имена «фонетически» близки: Санака («древний»), Санандана («радостный»), Санатана («вечный»),  Санаткумара («вечно юный»).
Все «духовные сыновья» Брахмы отказались от продолжения рода, избрав вечное безбрачие и «оставшись йогами». В имени же Саната Кумары, как самого выдающегося из семи Кумар, была зафиксирована весть об этом важном решении.
В Линга Пуране отмечается, что он родился юношей и остается неизменно им же, и имя его Санаткумара. С особенностями рождения Санат Кумары связан и термин «Анупадака», который означает: «без родителей, или без предков». Также «Сыны Творца» упоминаются и описываются в тексте «Санкхья-карика» философа Ишваракришны.
Именем «Санат Кумара» названа одна из второстепенных Пуран, или Упа-Пуран.
В Пуранах Санат Кумара упоминается как один из четырёх мудрецов-младенцев, как великих, мудрых и могущественных риши, сыновей Брахмы, мистическим образом родившихся из его ума. Они решили оставаться вечными юношами, которые так и изображаются в Пуранах в виде юношей, сохранивших свою чистоту. Патронимическое имя Санат Кумары и его братьев — Вайдхатра (Vaidhâtra).
Также в тексте Пуран Санат Кумару называют «лучшим из мудрецов» и тем, кто познал Брахмана.
Согласно описаниям ведических текстов:
Тело Санаткумары состоит из света, который проникает в чистое сознание и наделяет их высшей мудростью - брахма-джняной.

## В теософии и оккультизме
О Санат Кумаре много говорится в труде Е. П. Блаватской «Тайная доктрина», в основу которой, по словам автора, положены Станцы «Книги Дзян». Она описывает семь стадий эволюционного процесса. В «Пуранах» они называются «Семь Творений», и в Библии — «Дни Творения». В течение этих стадий высшее божество, Атман, или Абсолют, Парабраман, из непроявленного состояния становится проявленным. На определённом этапе Творения пробуждаются к жизни первородные существа, так называемые Дхиани-Будды, или Дхиан-Коганы. Они строители видимого мира и посредники между высшим и низшим. В комментариях к Станце I образно раскрывается сущность Дхиан-Коганов:
Ах-хи (Дхиан-Коганы) суть сонмы духовных Существ – Ангельские Чины христианства, Элохимы и «Вестники» евреев – являющиеся Проводниками для проявления Божественной или Вселенской Мысли и Воли. Они суть Разумные Силы, дающие и устанавливающие в Природе ее «Законы» и, в то же время, сами они действуют согласно Законам, возложенным на них аналогичным образом еще более Высокими Силами; но они не являются «олицетворениями» Сил Природы, как это часто ошибочно думают. Эта Иерархия духовных Существ, через которые проявляется Всемирный Разум, подобна армии – Воинство, воистину, посредством которого проявляет себя воинственная мощь народа; она состоит из корпусов, дивизий, бригад, полков и т. д.; каждая имеет свою индивидуальность или свою особую жизнь, с известной долей свободы в действиях и соответствующей ответственностью; каждая включена в еще более обширную Индивидуальность, которой подчинены ее личные интересы, и каждая заключает в себе еще меньшие индивидуальности.
Всего Кумар семеро. Четверо из них часто упоминаются в экзотерических текстах, но трое Кумар сокровенны.
Четыре экзотерические Кумары суть Санаткумара, Сананда, Санака и Санатана: и трое эзотерические – Сана, Капила и Санатсуджата.
Но эти имена лишь псевдонимы, утверждает автор.

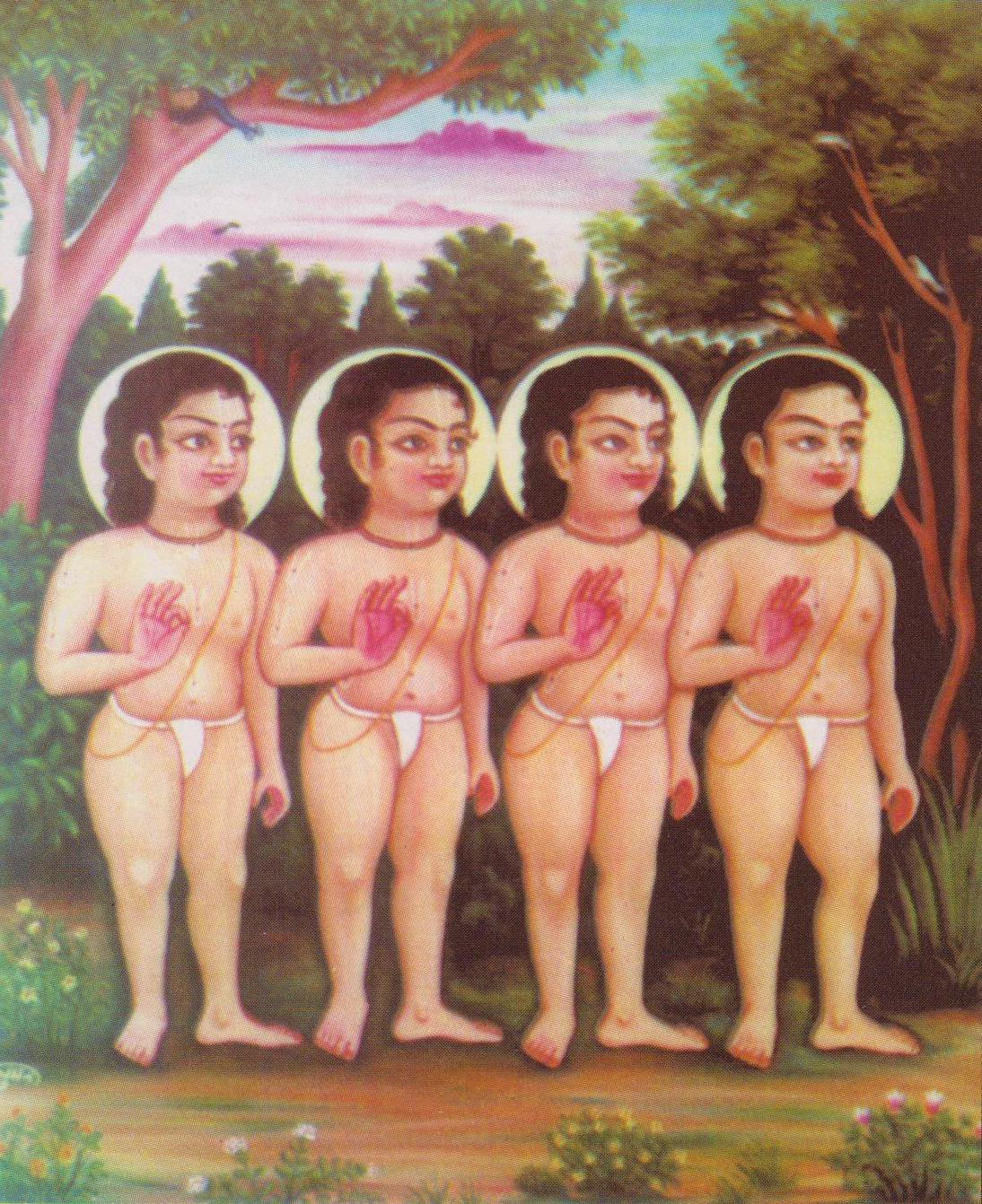
Четыре Кумары: Санаткумара, Сананда, Санака и Санатана

В письмах Е. И. Рерих также говорится о кумарах:
Сыны Пламени, Сыны Брамы, Великие Риши, Кумары, первые Наставники и Цари, основатели религий, философы и т.д. — все те же семь Величайших Индивидуальностей, проявлявшихся в своих различных аспектах на нашей Земле, и сейчас именно Они составляют Ядро Белого Братства.
Эти великие индивидуальности, по мнению теософов, сыграли большую роль в развитии человечества.
Сыны Огня явились прародителями «истинного духовного Я» в физическом человеке. Они наделили созданные Лунными божествами человеческие формы «искрой разума».
Великие Коганы призвали Владык Луны в Воздушных Телах [и сказали им]:
Породите Людей, Людей вашего естества. Дайте им их внутренние Формы. Они же сложат внешние Оболочки [внешние тела]...
Пошли они [Лунные Боги], каждый в предназначенную ему Землю; Семь из них, каждый на свой Удел. Владыки Пламени остались позади. Они не захотели идти, они не пожелали творить.
В числе тех, кто «отказался создать потомство» Е. П. Блаватская называет Санат Кумару.
Кумары …появляются на поле действия, «отказываясь» – как это сделали Санаткумара и Сананда – «создать потомство». Тем не менее, их называют «создателями» (мыслящего) человека.
Далее объясняется причина, по которой Сыны Огня отказались «создавать потомство»:
«Восставшие» не захотели создавать безвольных, безответственных людей, как сделали это «послушные» Ангелы; также не могли они одарить человеческие существа даже хотя бы временными отображениями своих личных свойств, ибо последние, принадлежат к другому и гораздо более высокому плану сознания, оставили бы человека все же безответственным, следовательно, это помешало бы всякой возможности высшего продвижения.
Таким образом, процесс создания человека происходил следующим образом: не имеющие разума лунные божества излучили из себя своих воздушно-прозрачных двойников, будущие телесные формы человека. Долгие миллионы лет астральная материя уплотнялась, пока не образовались костный скелет и плоть человека.
Как только человек стал физически готов, огненные Боги (Кумары, или Дхиан-Коганы) «спустились» («пали») в материю, наделив разумом большую часть человечества. Также они сами принимали воплощения в некоторых человеческих телах, чтобы у людей появились знания и воля.
Третья Раса стала Носителем [Проводником] Владык Мудрости. Она создала Сынов Воли и Йоги, силою Крияшакти создала она их, Святых Отцов, Предков Архатов…

Животный человек никогда не смог бы личными усилиями достичь этой цели. Он продолжал бы своё существование почти бессознательно, как это можно наблюдать на примере животных.
Сделав такой бесценный подарок человечеству, Кумары не оставили его без дальнейшей помощи. Все мудрецы древности «говорят нам… о семи первоначальных и двояких Богах, которые спускаются со своей небесной обители и царствуют на Земле, уча человечество астрономии, архитектуре и всем прочим наукам, дошедшим до нас. Эти Существа сначала появляются как Боги и Создатели; затем они вливаются в нарождающегося человека, чтобы появиться, наконец, как «Божественные Цари и Правители». Но этот факт постепенно был забыт.
Исследователи «Тайной Доктрины» отмечают также, в некоторых религиях мира акт Высшей помощи («падение» огненных богов в материю) рассматривается как «падение» ангелов «во тьму ада». Но в «Тайной Доктрине» этот акт назван великим «самопожертвованием во благо человечества».
Об этом также пишет Алиса А. Бейли:
По Закону Жертвы, Господь Мира остается вечно за сценой, неизвестный и неосознаваемый всеми «зернами», которые Он пришел спасти, до тех пор, пока они не расцветут в совершенных людей и, в свою очередь, не станут спасителями человечества.
В XX веке распространилось движение Нью Эйдж, представители которого в своих трудах описывают Санат Кумару как Ветхого Днями, Господом Мира, занимающим этот пост «с самых темных времен в земной истории». «В религиозных традициях Востока Санат Кумара фигурирует в разных ролях», каждая из которых раскрывает грань его Божественного Я.
По мнению Е. П. Блаватской,
Кумары под разными именами присутствуют в каждой Религия
религии. Имеем ли мы дело с индусскими Риши, или Питри; с китайскими Чин-нан и Чжан-ги, с египетскими Изида-Озирис и Тотом; с еврейскими Элохимами; или с Манко-Капак и халдейских Аннедоти. Все они произошли от первоначальных Дхиан-Коганов.

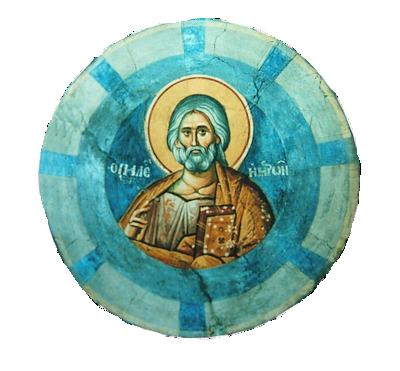
Ветхий Днями. Роспись церкви Богоматери Перивлепты в Охриде. 1294 −1295 годы

Среди теософов распространено мнение, что Санат Кумара является в христианской литературе под именем «Ветхий Днями»:
В сердце огромного океана энергий находится космическое Сознание, величаемое нами Санатом Кумарой, Господом Мира, Ветхим Днями.

## В высказываниях философов
Исследователь индийской философии Сарвепалли Радхакришнан указывает:
Вся философия упанишад имеет тенденцию к смягчению разделений и к подрыву классовой ненависти и антипатии. Бог – внутренняя душа всего подобного. Таким образом, все должны быть отзывчивыми к истине и потому обладать правом учиться истине. Санаткумара, представитель кшатриев, поучает брахмана Нараду относительно первичной тайны вещей. Высшая философия и религия не были исключительной принадлежностью класса брахманов. Мы читаем о царях, наставляющих знаменитых учителей того времени относительно глубоких проблем духа.
О Санат Кумаре в гималайской традиции отзывается Тигунайт Пандит Раджмани, доктор философии, духовный руководитель Гималайского института:
...мудрец, занимающий почетное место в истории Гималайской традиции, — легендарный Санаткумара. Некоторые первоисточники утверждают, что он и его три брата (Санака, Санандана и Санатсуджата) были сыновьями Бога-Творца Брахмы. Согласно же другим текстам, они являются отпрысками Ахимсы и Дхармы. Но, независимо от своего происхождения, Санаткумара выступает как великий учитель Вед, Упанишад, йоги и тантры. Линия преемственности гималайских мудрецов начинается с этого мастера и продолжается Васиштхой, Шакти, Парашарой, Бьясой, Шука Дэвой, Гаудападой, Говиндападой и Шанкарачарьей.
Марк и Элизабет Профет считают, что Санат Кумара является верховным богом зороастризма:
Вознесённые Владыки учат, что верховный Бог зороастризма Ахура Мазда – это Санат Кумара. Имя «Ахура Мазда» означает «Мудрый Господь» или «Господь, который наделяет знанием.

## В художественной литературе
В художественной литературе дано описание Санат Кумары Конкордией Антаровой, оперной и камерной певицей, педагогом и писателем. В книге «Две жизни» она описывает Санат Кумару как представителя Единого на земле, великого защитника и властелина земли:
...Ты чувствуешь каждую минуту влияние, связь непосредственную с Единым. Чувствуешь её и через всех членов Светлого Братства, и через каждое стихийное явление, и через каждое встречаемое сердце, куда ты вводишь ток Любви, идущий к тебе всеми путями из первоначального источника, Представителя Единого на Земле, Великого ее Защитника и Властелина Санат Кумары.
и также:
Любовь Великой Божественной силы Санаткумары, как и Его труд, не знают остановок ни на единое мгновение.

В Его вечном Движении, слитом с Божественным Движением всей вселенной, идёт ежесекундное выбрасывание доброты и милосердия в помощь движущимся толпам людей.
В художественном произведении «Путешествие к Башне Чунг» Санат Кумара упоминается как один из семи сыновей огня, которые наделили «искрой» разума большую часть человечества, во времена Третьей расы. Эти сыновья были семью величайшими духами во главе с верховным иерархом Санат Кумарой.